# Onze-Lieve-Vrouw-Bezoekingkerk (Rupelmonde)
De Onze-Lieve-Vrouw-Bezoekingkerk is de parochiekerk van de Oost-Vlaamse plaats Rupelmonde (die valt onder de gemeente Beveren-Kruibeke-Zwijndrecht). De kerk is gelegen aan de Geeraard de Cremerstraat 1.

## Geschiedenis
Mogelijk zou er op de plaats van de huidige kerk al in de 8e eeuw een kapel hebben gestaan. In 1172 was voor het eerst sprake van een romaans kerkgebouw, wellicht een kruiskerk met vieringtoren. In 1453 werd de kerk door oorlogsgeweld verwoest. De kerk werd hersteld in gotische trant. In 1603 werd de toren door bliksem getroffen en zo zwaar beschadigd dat hij 1661 moest worden herbouwd, vermoedelijk met stenen die van het kasteel afkomstig waren.
De kerk werd spoedig te laag bevonden. In 1723 werd het koor verhoogd en in 1757-1758 werden de benedenkerk en de transeptarmen vergroot in barokstijl.

## Gebouw
Het betreft een driebeukige pseudobasiliek in barokstijl met vieringtoren, opgetrokken in zandsteen.
De dateert voornamelijk van 1757-1758. De bouwjaren van de kerk worden op drie gevels in een chronogram weergegeven:
- ECCLESIA DEO ET MARIÆ RENOVATA "De kerk is voor God en Maria hersteld." (MDCCLVII = 1757);
- GLORIOSE VICIT DRACONEM "Roemrijk heeft hij de draak verslagen." (MDCCLVIII = 1758).

De kerk bevat vele beelden en het schilderij "Bezoek van Maria aan haar nicht Elisabeth", een kopie naar een werk van Jacob Jordaens, die het destijds voor deze kerk maakte. Het originele schilderij werd in 1794 door de Fransen gestolen en bevindt zich thans in Lyon.

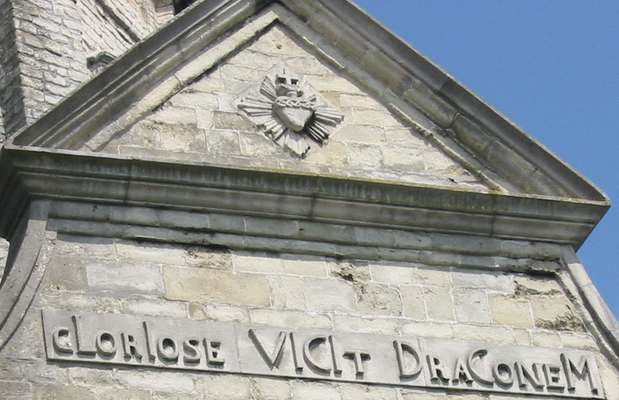
Chronogram gLorIose VICIt DraConeM (MDCCLVIII = 1758)
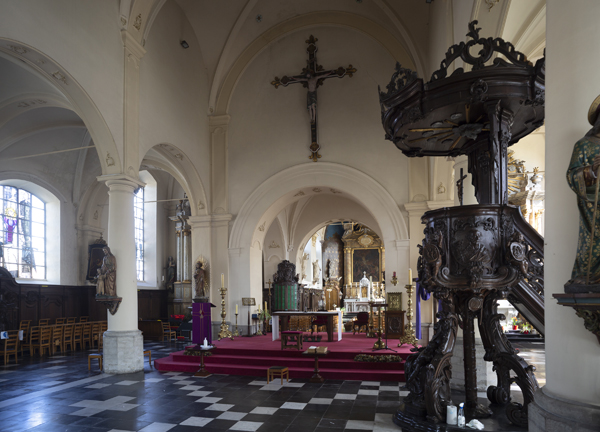
Interieur
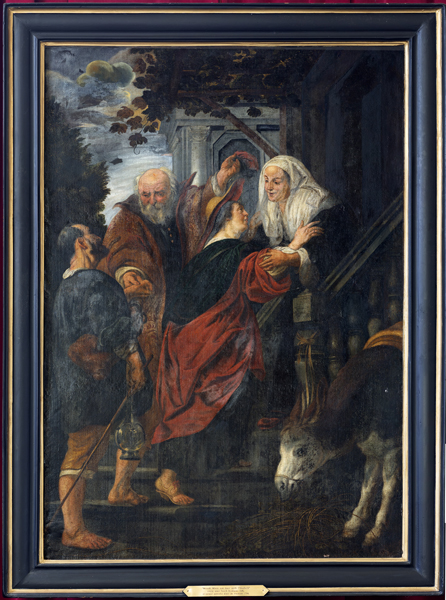
Schilderij Bezoek van Maria aan haar nicht Elisabeth
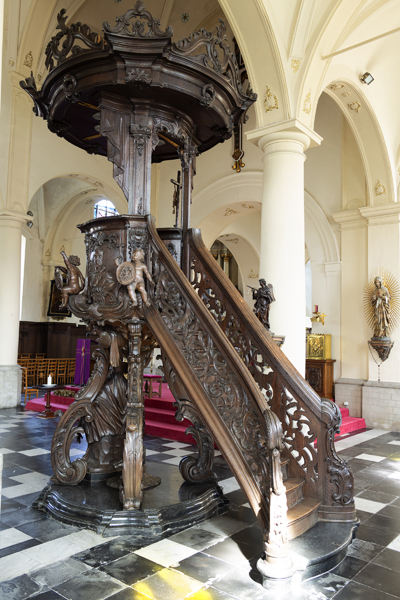
Preekstoel
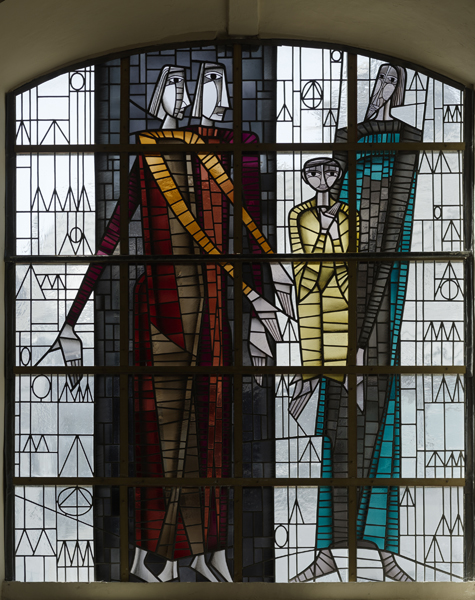
Glas-in-lood